# Étterem

Nemzetközi jelzés az étkezési lehetőségre

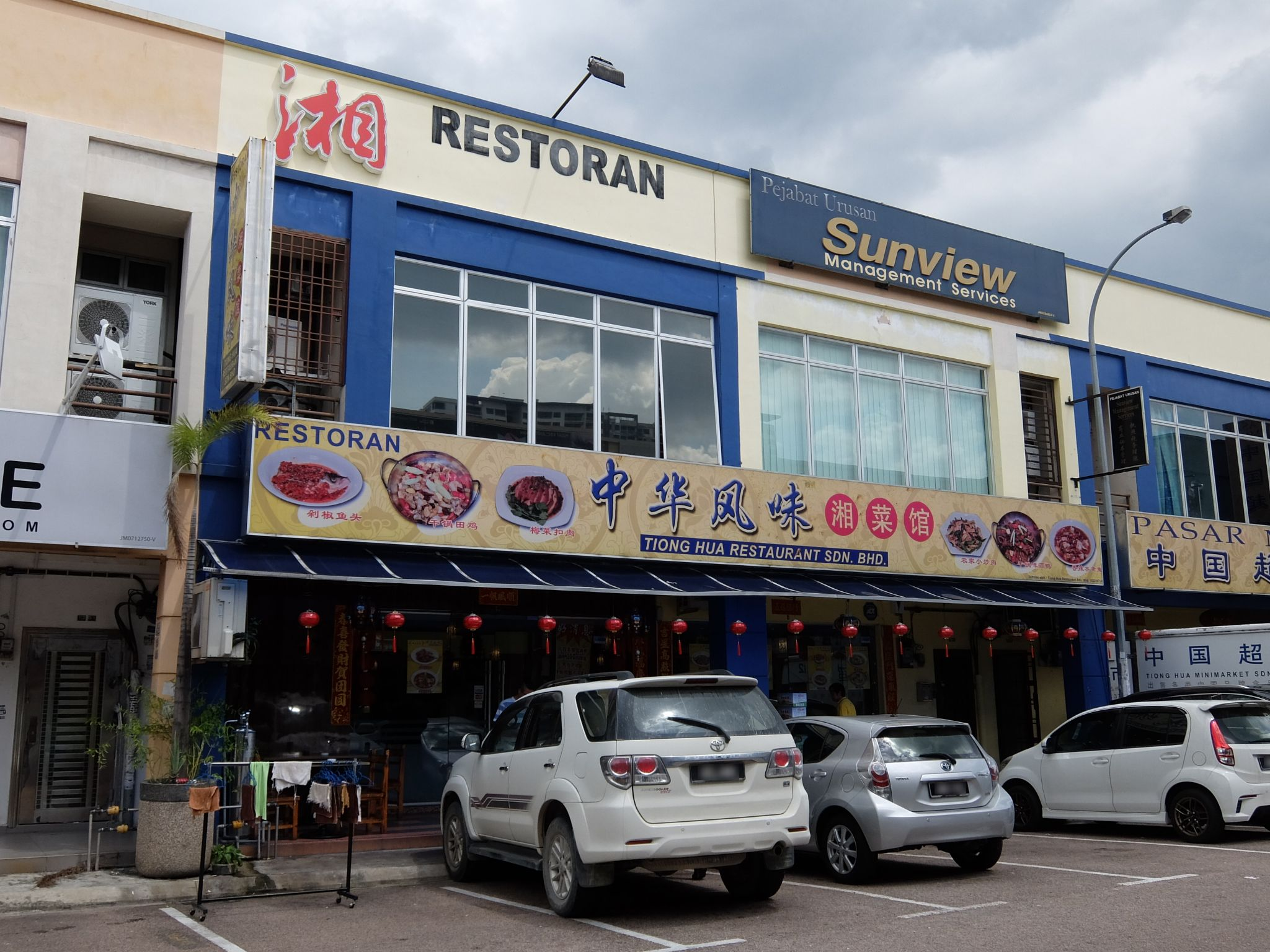
Étterem

Az étterem nagyobb vendéglő. Tágabb értelemben vendéglőnek, üzemnek,  intézménynek, közlekedési eszköznek (pl. étkezőkocsi) étkezésre berendezett helyisége. A vendéglátáson belül megkülönböztetjük a kereskedelmi és munkahelyi vendéglátást. Az előbbibe tartoznak az éttermek, bárok, kocsmák, kávéházak, büfék stb. Az utóbbiba az intézményi étkeztetés egységei (munkahelyek, kórházak, laktanyák éttermei, iskolai menzák). A vendéglátóipar nyújtja a turizmusban a leggyakrabban igénybe vett szolgáltatásokat.

## Az éttermek története

### Az étterem szó kialakulása
Az étterem névadója, egy szigorú, a céhes előírások ellen lázadó vendéglős volt, aki kezdetben olyan húsleveseket kínált a vendégeknek, amitől a betegek erőre kaptak. A restaurant (francia szó) jelentése: erősítő. Idővel a vendéglős a kínálatát bővíteni akarta ürülábbal, ám az akkori szigorú céhes szabályok miatt, nem tehetett meg. Azután mégis győzött az innováció! A Boulanger nevű vendéglős győzedelmeskedett a szigorú előírások felett.

## Fajtái

### Munkahelyi vendéglátás
A munkahelyi vendéglátás alapvetően csak abban tér el a másik fajta vendéglátástól, hogy a vendégkör meghatározott. Az adott munkahely dolgozóiból, a szervezettel kapcsolatban álló személyekből áll (pl. tanulók, katonák, nyugdíjasok). A szolgáltatás díját nem esetileg, hanem ciklusosan visszatérő időszakonként (hetente, havonta, negyedévente) térítik meg a fenntartónak, illetve a járandóságaikból levonják. A munkahely a jogszabályban megállapított kedvezményeket is adhat a vele kapcsolatban állóknak, természetbeni hozzájárulásként.
Fajtái:
- munkahelyi étterem
- munkahelyi büfé
- „menza” (óvodák, iskolák étkeztető helye.)
  - A munkahelyi étkeztetés formáira jellemző, hogy az alkohol értékesítése tilos.

## Érdekességek
A világ valószínűleg legrégebben létrehozott, ma is üzemelő étterme a St. Peter Stiftskulinarium Ausztriában.